# Rafael Barrios
Rafael Victoriano Barrios (Corrientes, 23 maggio 1993) è un calciatore argentino, difensore del Barracas Central.

## Caratteristiche tecniche
È un terzino destro che può essere impiegato anche nella fascia opposta.

## Carriera
Ha giocato nella prima e nella seconda divisione argentina.

## Palmarès

### Club

#### Competizioni nazionali
- Copa Argentina: 1

Central Córdoba (SdE): 2024